# Mártírok Stadionja
A Stade des Martyrs de la Pentecôte, magyarul Mártírok stadionja, Kongói Demokratikus Köztársaság legnagyobb stadionja. Befogadóképességét tekintve Afrika nyolcadik helyén helyezkedik el.
A Kinshasában található sportintézményben a nemzeti válogatott, az AS Vita Club és a DC Motema Pembe mérkőzéseit bonyolítják le. Az építmény labdarúgó mérkőzéseken kívül többféle esemény lebonyolítására is alkalmas. Több neves afrikai előadóművész rendezett már itt koncertet.